# Sven-Ove Svensson
Sven-Ove Svensson, född 9 juni 1922, död 21 december 1986 i Barkåkra församling, var en svensk  fotbollsspelare, högerhalvback, två gånger stor silvermedljör för Helsingborgs IF, landslagsman 31 gånger under åren 1951–1956 och Stor grabb.
Svensson debuterade i Allsvenskan 1944 för HIF. Han spelade totalt 546 matcher i A-laget varav 216 matcher i rad. Han debuterade som 29-åring 1951, i Sveriges landslag och spelade under åren 1953–1956 i 30 av Sveriges 33 landskamper under denna period.   Han vann Guldbollen 1954. Med snabbhet och teknik förenade han spelintelligens och en väl utvecklad känsla för taktik.
Efter den aktiva karriären fortsatte Sven-Ove Svensson som tränare och ledare i Helsingborgs IF och Ängelholms FF.  Efter fotbollskarriären blev han brandchef i Kumla. Han är gravsatt i minneslunden på Ängelholms kyrkogård.
Sven-Ove Svensson har fungerat som förebild till "Bagarn Olsson" i Max Lundgrens böcker om Åshöjdens BK. 

## Klubbar

### Aktiv
- Helsingborgs IF
- BK Drott

### Tränare
- Helsingborgs IF
- Ängelholms FF

## Meriter
- Guldbollenvinnare: 1954
- Landskamper - 31 (under åren 1951-1956)